# Banu 'Abd al-Ashhal
I Banū ʿAbd al-Ashhal (in arabo ﺑﻨﻮ ﻋﺒﺪ ﺍلاﺷﻬﻞ‎?) furono un clan della tribù araba di Yathrib dei Banu Aws.
Assieme agli altri due clan dei Ẓafar e degli Ḥāritha essi costituivano i cosiddetti Banū al-Nabīt.
Pagani come le altre tribù arabe dell'oasi higiazena e adoratori in particolare di Manat, parteciparono alla battaglia di Buʿāth. 
I B. ʿAbd al-Ašhal abbracciarono la fede islamica quando il loro Sayyid, Saʿd b. Muʿādh si convertì al credo predicato da Maometto, rinforzandolo in tal modo non poco, anche alla luce che il maggior numero di convertiti di Yahtrib proveniva dalle file dell'altra tribù araba dei Banu Khazraj. 